# FK Montana
FK Montana (bugarski: Футболен Клуб „Монтана“) je nogometni klub iz Montane, grada na sjeverozapadu Bugarske. Osnovan je 20. ožujka 1921. godine kada se nekoliko amaterskih nogometnih klubova i sportskih organizacija u gradu odlučilo ujediniti u jedan klub. Trenutno se natječe u drugoj bugarskoj ligi, drugom najvišem rangu bugarskog nogometa. Domaće utakmice igraju na stadionu Ogosta, koji može primiti 14.554 gledatelja. Najveći doseg u klupskoj povijesti je igranje u finalu bugarskog kupa u 2016. godini.

## Vanjske poveznice
- Službene stranice